# Crataegus williamsii
Crataegus williamsii är en rosväxtart som beskrevs av Egglest.. Crataegus williamsii ingår i Hagtornssläktet som ingår i familjen rosväxter. Inga underarter finns listade i Catalogue of Life.